# Lucas von Spreckelsen (Bürgermeister)
Lucas von Spreckelsen (* 4. Februar 1691 in Hamburg; † 27. Juli 1751 ebenda) war ein deutscher Jurist, Ratsherr und Bürgermeister von Hamburg.

## Leben und Wirken

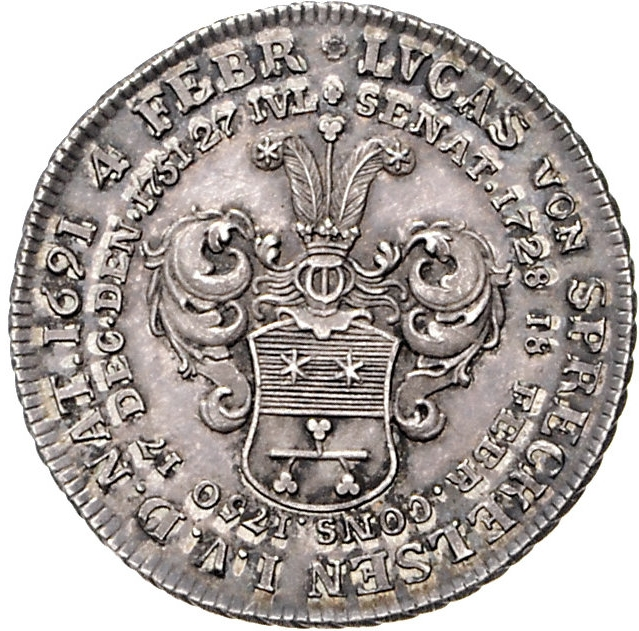
Bürgermeisterpfennig von 1751

Er entstammte dem Hanseatengeschlecht von Spreckelsen. Nach seiner Schulbildung bei Johann Albert Fabricius und Christoph Heinrich Dornemann (1682–1753) am Akademischen Gymnasium studierte Spreckelsen ab 1712 Jurisprudenz an der Universität Leipzig. Hier besuchte er die Vorlesungen von August Friedrich Müller, Andreas Rüdiger, Gottfried Polycarp Müller, Gottlieb Gerhard Titius und Johann Adam Schertzer. 1717 ging er an die Universität Leiden, besuchte dort die Vorlesungen von Philipp Reinhard Vitriarius und Gerhard Noodt und promovierte am 12. Juli 1718 mit einer Dissertation bei dem Rektor Johannes Jacobus Rau zum Doktor der Rechte.
Nach seinem Studium ließ er sich als Advokat in Hamburg nieder. Hier wurde er am 18. Februar 1728 zum Ratsherrn gewählt. Im Jahr 1731 reiste er als Gesandter nach Stade und schloss hier am 7. November 1731 einen Vergleich mit Hannover über die Kirche in Altenwalde ab, welche damals zum Hamburger Amt Ritzebüttel gehörte.
1735 wurde er zum Prätor ernannt.
Im Jahr 1750 reiste er mit dem Ratssyndicus Johann Klefeker (1698–1775) und dem Archivar Franz von Som (1688–1766) nach Kiel und schloss dort den Pfand- und Leihvertrag mit Holstein ab. Die Stadt Hamburg hatte dem Herzog Karl Peter Ulrich von Holstein-Gottorf auf 20 Jahre Geld geliehen und erhielt dafür als Pfand Teile der Ämter Reinbek und Trittau.
Am 17. Dezember 1750 wurde Spreckelsen für den verstorbenen Clemens Samuel Lipstorp (1696–1750) zum Bürgermeister gewählt. Zu diesem Anlass wurde eine Gedenkmünze geprägt. Er starb aber bereits im folgenden Jahr an einer Blutvergiftung, den Folgen einer Fußverletzung, und wurde am 2. August 1751 in der Hauptkirche Sankt Nikolai beigesetzt. Auf seinen Tod wurde ein Bürgermeisterpfennig geprägt. Sein Nachfolger als Bürgermeister wurde Lucas Corthum (1688–1765).

## Familie
Spreckelsen war ein Sohn des Hamburger Advokaten Hartwig von Spreckelsen († 1708) aus dessen Ehe mit Dorothea Moller (1664–1744), Tochter des Bürgermeisters Diedrich Moller (1622–1687). Der Hamburger Ratsherr Johann von Spreckelsen (1607–1684) war sein Großvater.
Am 8. November 1729 heiratete er seine Cousine (Ihr Vater Vincent Moller war der Bruder von Spreckelsens Mutter Dorothea geb. Moller.) Maria Moller (* 1703), Tochter des Oberalten im Kirchspiel Sankt Nikolai Vincent Moller (1656–1737). Die drei Söhne aus dieser Ehe starben jung. Die Tochter Dorothea (1730–1798) heiratete am 5. November 1748 Claus Alef (1721–1793).

## Werke
- Dissertatio juridica inauguralis de juris naturalis et civilis differentiis. Conrad Wishoff, Leiden 1718 (books.google.de).